# Kościół śś. Piotra i Pawła w Karlowych Warach
Kościół śś. Piotra i Pawła (cz. Kostel sv. Petra a Pavla) – husycka świątynia znajdująca się w czeskim mieście Karlowe Wary.
Wpisany do katalogu zabytków pod numerem 89006/4-4989.

## Historia
Kościół wzniesiono w latach 1854-1856 według projektu Gustava Heina, początkowo święty Piotr był jego jedynym patronem. W latach 1864–1865 wzniesiono wieżę oraz nowe prezbiterium. W latach 1893–1894 został przebudowany według projektu Juliusa Zeißiga. W 1946 przejął go Czechosłowacki Kościół Husycki (wcześniej należał do luteran). 

## Architektura i wyposażenie
Świątynia neoromańska, jednonawowa. Składa się z podłużnego, prostokątnej nawy oraz krótkiego prezbiterium ze ściętymi narożnikami. 
Wnętrze zdobi ołtarz główny z 1857 z obrazem przedstawiającym Wniebowstąpienie Pańskie.

## Galeria

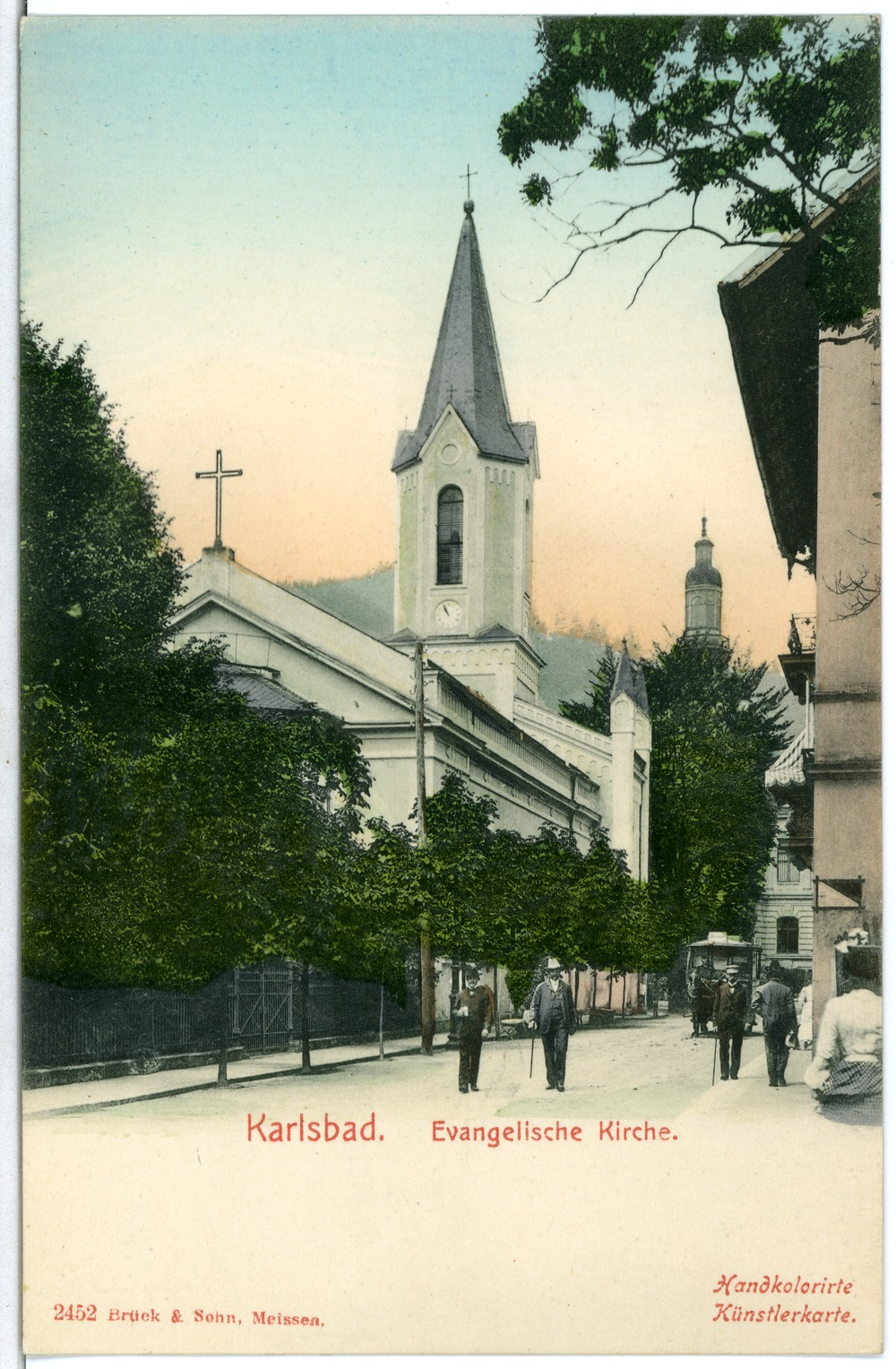
Kościół w 1902
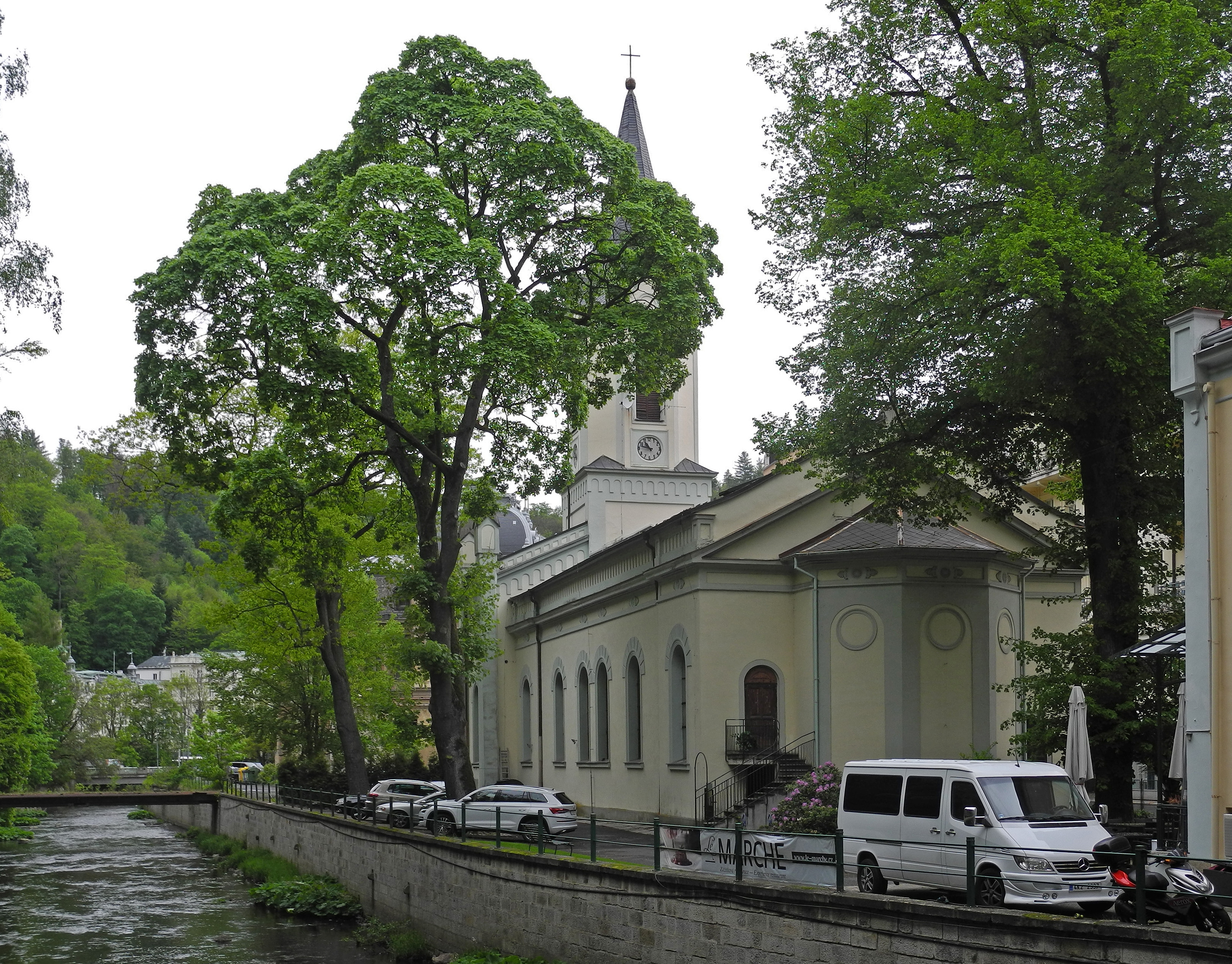
Widok z południowego wschodu
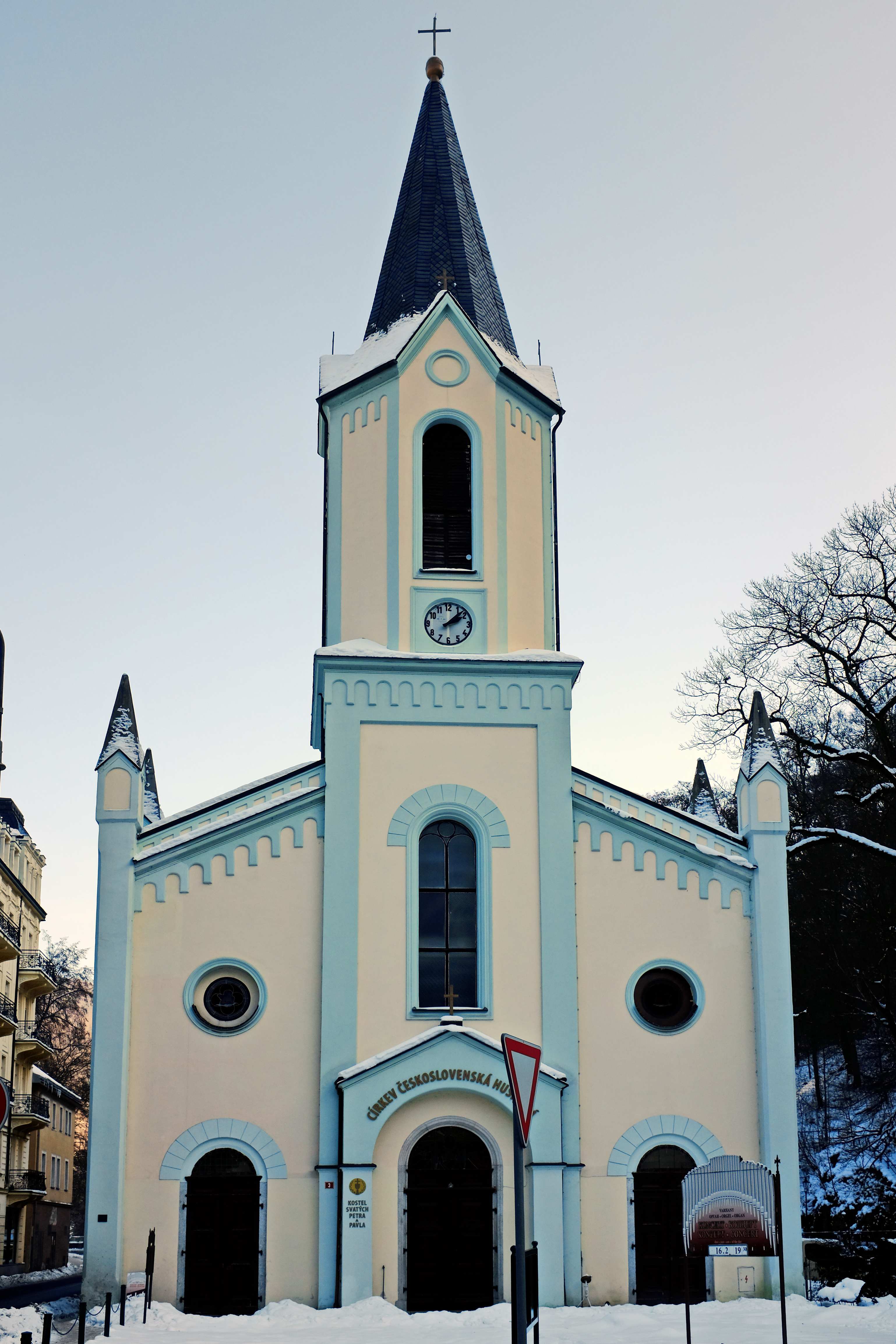
Fasada
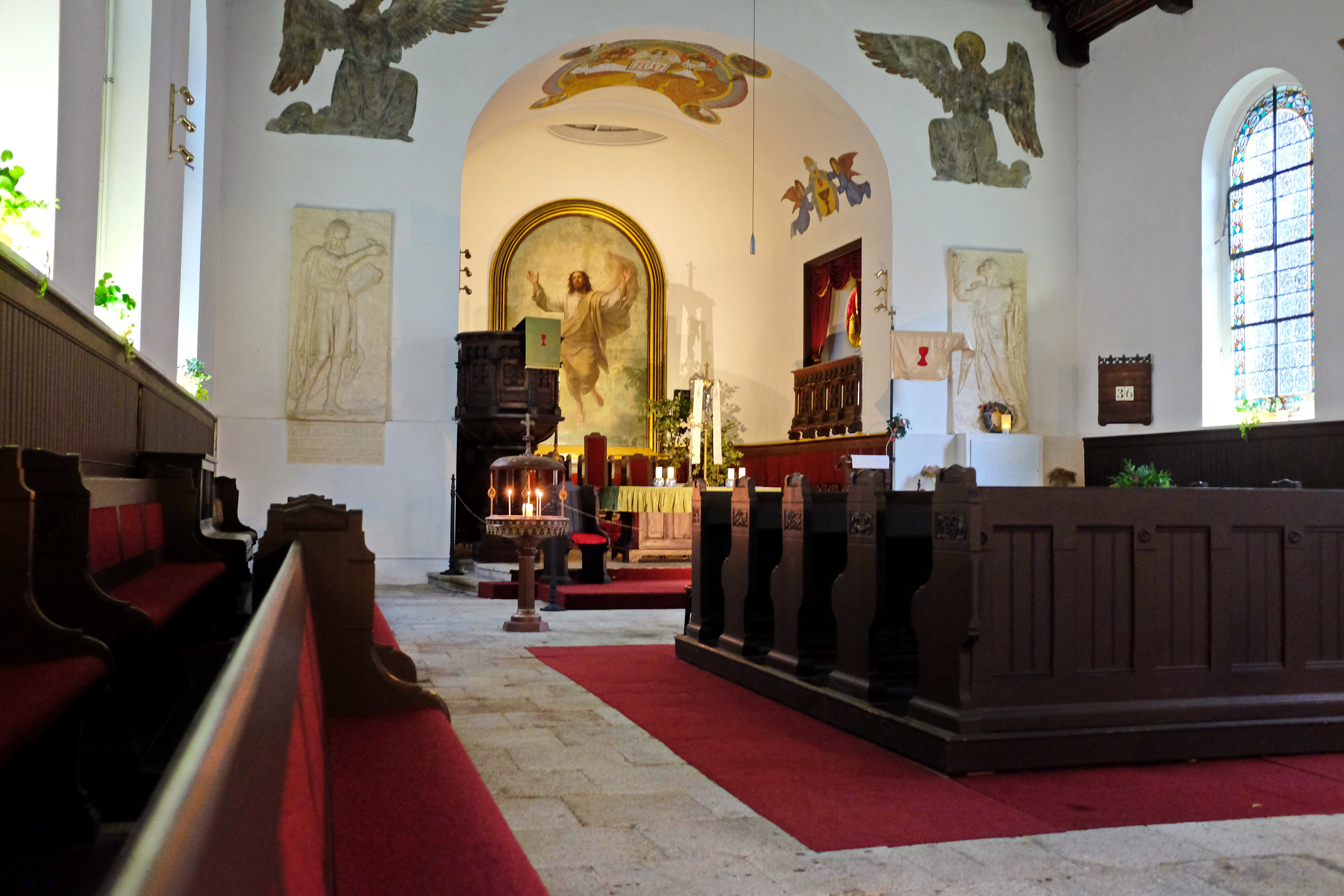
Wnętrze
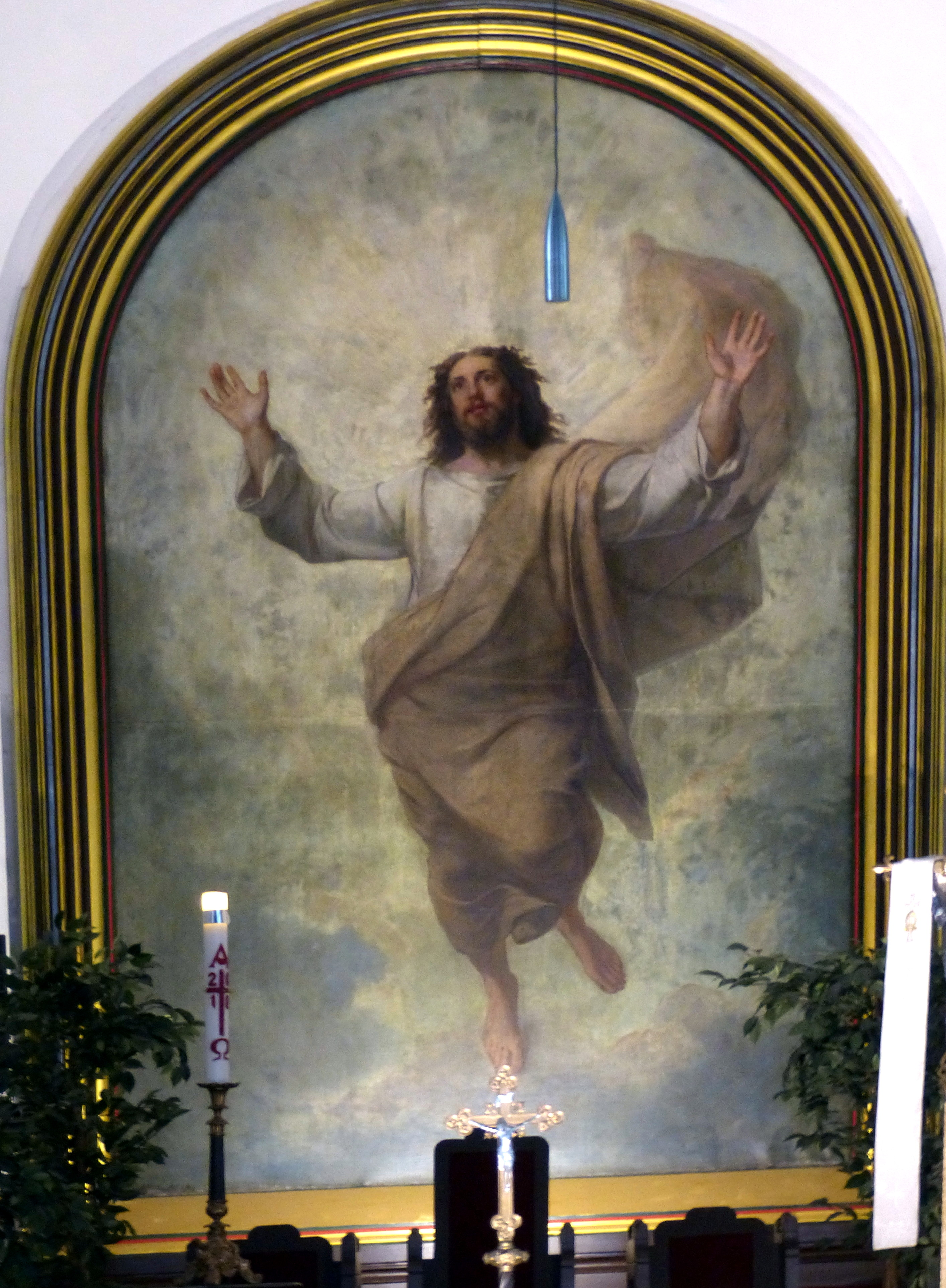
Obraz w ołtarzu głównym
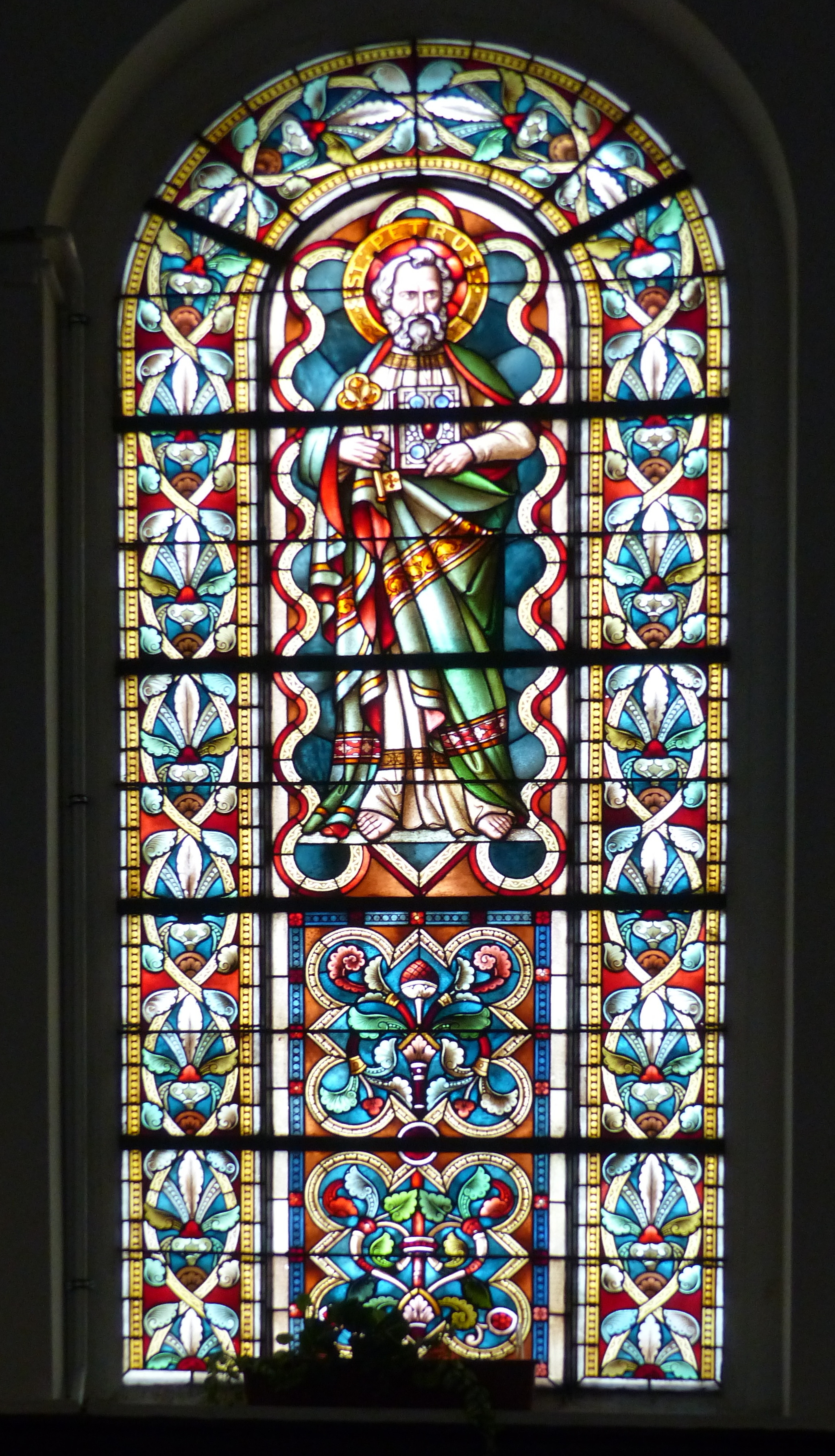
Witraż